# Masatoshi Koshiba
Masatoshi Koshiba (jap. 小柴 昌俊 Koshiba Masatoshi; ur. 19 września 1926 w Toyohashi, zm. 12 listopada 2020 w Tokio) – japoński fizyk, laureat Nagrody Nobla z fizyki w 2002 roku.

## Życiorys
Ukończył studia na Uniwersytecie Tokijskim w 1951 roku, a od 1970 roku był profesorem tej uczelni, zajmując to stanowisko przez wiele lat. Doktorat obronił w 1955 roku na Uniwersytecie Rochester w stanie Nowy Jork. Na Uniwersytecie Tokijskim pracował w Międzynarodowym Centrum Fizyki Cząstek Elementarnych.
Opracował detektory neutrin Kamiokande i SuperKamiokande (zaczął działać pod koniec 1996). Wykonane z ich użyciem pomiary potwierdziły wyniki badań amerykańskiego fizyka i chemika, Raymonda Davisa. Podstawowa różnica między detektorami Davisa i Koshiby polegała na tym, że Kamiokande rejestrował czas zjawiska i kierunek, z którego dochodziły neutrina. Mógł też dowieść, że mierzone neutrina pochodziły ze Słońca. Aparatura Kamiokande pozwoliła też odkryć neutrina, które dotarły do nas po wybuchu supernowej SN 1987A w lutym 1987.
Razem z całą grupą Obserwatorium Kamioka otrzymał Nagrodę Asahi za 1987 rok.
W 2002 roku Masatoshi Koshiba otrzymał Nagrodę Nobla w dziedzinie fizyki, wspólnie z Raymondem Davisem Jr.. Uhonorowano ich za prace nad detekcją kosmicznych neutrin. Koshiba i Davis otrzymali wspólnie połowę nagrody, druga połowa przypadła Riccardo Giacconiemu. Koshiba został odznaczony m.in. japońskim Orderem Kultury i Wielką Wstęgą Orderu Wschodzącego Słońca.

## Śmierć
Zmarł 12 listopada 2020 roku w mieście Tokio na COVID-19.